# Dichapetalum albidum
Dichapetalum albidum är en tvåhjärtbladig växtart som beskrevs av Chevalier och Pellegrin. Dichapetalum albidum ingår i släktet Dichapetalum och familjen Dichapetalaceae. Inga underarter finns listade i Catalogue of Life.